# 윙스 오버 에베레스트
《윙스 오버 에버레스트》(중국어: 冰峯暴)는 2019년에 개봉한 중국의 영화이다.

## 출연

### 주연
- 장징추 - 샤오다이즈 역
- 야쿠쇼 코지 - 장위성 역
- 임백굉 - 한민셩 역

### 조연
- 빅터 웹스터 - 빅터 호크 역
- 노아 단비 - 제임스 역
- 그레이엄 쉴스 - 마커스 호크 역

## 수상
- 2019년 제32회 도쿄국제영화제 후보 특별초대작
- 2020년 제5회 울주세계산악영화제 후보 알파니즘과 클라이밍